# Blå grottan, Klackberg
Blå grottan är öppningen till en idag delvis raserad tunnel som ledde in i Granrotsgruvan i Klackbergs gruvfält. Idag är området ett naturreservat. Namnet Blå grottan kommer från det intensivt blåa vatten som än idag strömmar ut ur öppningen.
2018 utsågs Blå grottan till ett av Västmanlands sju underverk.